# Carlos Alcántara
Carlos Saúl Alcántara (* 21. August 1948 in Montevideo) ist ein ehemaliger uruguayischer Radrennfahrer.
Alcántara entschied 1977 die Gesamtwertung der Vuelta Ciclista del Uruguay zu seinen Gunsten. Zudem war er in den Jahren 1973, 1978 und 1980 Gesamtsieger des Straßen-Etappenradrennens Rutas de América in seiner 2., 7. bzw. 9. Auflage. Dabei startete er 1973 und 1978 für das Radsportteam Club Atlético Policial und bei seinem letzten Gesamterfolg für den Club Ciclista Amanecer. Bei den Olympischen Sommerspielen 1976 in Montreal gehörte er zur uruguayischen Mannschaft. Im olympischen Straßenrennen schied er aus.